# Liberty (Texas)
Pour les articles homonymes, voir Liberty.
La ville de Liberty est le siège du comté de Liberty, dans l’État du Texas, aux États-Unis. Sa population s’élevait à 8 397 habitants lors du recensement de 2010, estimée à 9 175 habitants en 2016.

## Source
- (en) Cet article est partiellement ou en totalité issu de l’article de Wikipédia en anglais intitulé « Liberty, Texas » (voir la liste des auteurs).